# Ian Bostridge
Ian Charles Bostridge (London, 1964. december 25. – ) angol opera- és koncerténekes, tenor.

## Élete, munkássága
Bostridge 1964 karácsonyán született Londonban, apja okleveles földmérő volt. Alapfokú iskoláját a Westminster Schoolban végezte, ösztöndíjjal. Felsőfokon először az oxfordi egyetemre járt, ahol a modern történelem témakörében, majd a cambridge-i egyetemen történelemből és tudományfilozófiából diplomázott, végül az oxfordi St. John’s College-ban doktori fokozatot szerzett. Doktori disszertációja az 1650 és 1750 közötti angliai boszorkányságról szólt (1997-ben könyvként is megjelent). Két évig egy londoni televíziónál dolgozott, majd a Brit Akadémia posztdoktori ösztöndíjasa lett az oxfordi Corpus Christi College-ban, ahol politikaelméletet és tizennyolcadik századi brit történelmet oktatott.
Szakmai életét tehát tudósként kezdte, és csak 27 éves korában kezdett énekelni. Elindult a Kathleen Ferrier és Richard Tauber versenyen, ahol döntőbe jutott, majd az 1991-es National Federation of Music Societies/Esso Award megnyerése elindította az énekesi pályán. A Young Concert Artists Trust pénzügyi támogatást adott neki, hogy elindítsa énekesi karrierjét. Egy 1993-as koncerten debütált a londoni Wigmore Hallban. Énekesi pályafutása szempontjából a legfontosabb első fellépése 1994-ben volt a Purcell Roomban, ahol Schubert Téli utazás című dalciklusát adta elő. Ugyanebben az évben fellépett az Aldeburgh Fesztiválon, és azóta is szorosan kapcsolódik a fesztivál alapítója, Benjamin Britten zenéjéhez. Operai bemutatkozása 1994-ben volt a Royal Opera House Britten-fesztiválján, a Szentivánéji álom című előadásban. 1995-ben a Wigmore Hallban adta első szólóestjét, amivel elnyerte a Királyi Filharmonikus Társaság debütáló díját. Ezután Lyonban és Kölnben koncertezett. 1996-ban az Angol Nemzeti Operában lépett fel, ahol Mozart Varázsfuvolájában énekelt, majd a Royal Opera House-ban Britten A csavar fordul egyet című operájában aratott sikert.
Első New York-i fellépésére 1998-ban került sor a Frick Collectionban, majd 1999-ben az Alice Tully Hall következett. 1998-ban a Müncheni Fesztiválon lépett fel a Poppea megkoronázása című Monteverdi-operában, majd a következő évben a Bécsi Filharmonikusokkal szerepelt. Operaénekesi tevékenysége mellett koncerténekesként is nagyon keresett, sőt karrierjében ez a terület egyre fontosabbá vált, számos hangfelvételt készített dal- és oratóriuménekesként (például Schubert: A szép molnárlány, Schumann: A költő szerelme, Reynaldo Hahn- és Britten-dalok, Bach: Magnificat és Máté-passió, Händel: Izrael Egyiptomban, Mozart: Requiem stb.). Rendszeresen fellépett a salzburgi, az edinburgh-i, a müncheni, a bécsi, a schwarzenbergi és az aldeburghi fesztiválon. Szerepelt a Wiener Konzerthausban, a New York-i Carnegie Hallban, az amszterdami Concertgebouw-ban, a Luxemburgi Philharmoniában, a londoni Barbican Centerben és Wigmore Hallban, 2018-ban a Szöuli Filharmonikus Zenekarral lépett fel. Operai szerepei közül: Lysander (Britten: A Szentivánéji álom) az Ausztrál Operában és az Edinburghi Fesztiválon, Tamino (Mozart: A varázsfuvola) és Jupiter (Handel: Semele) az Angol Nemzeti Operában, Peter Quint (Britten: A csavar fordul egyet), Don Ottavio (Mozart: Don Giovanni) és Caliban (Adès: A vihar) a Covent Garden Királyi Operaházban, Nerone (Monteverdi: Poppea megkoronázása) és Tom Rakewell (Stravinsky: A léhaság útja) a Bayerische Staatsoperben, Don Ottavio (Mozart: Don Giovanni) a Wiener Staatsoperben, Peter Quint (Britten: A csavar fordul egyet) a Milánói Scalában, Aschenbach (Britten: Halál Velencében) az Angol Nemzeti Operában, a brüsszeli La Monnaie De Muntban és Luxemburgban. Dolgozott a Berlini Filharmonikusokkal, a Bécsi Filharmonikusokkal, a chicagói, a bostoni, a New York-i, a Los Angeles-i, a Rotterdami Filharmonikus Zenekarral, a Royal Concertgebouw Orchestrával, a karmesterek közül Simon Rattle-lel, Colin Davisszel, Andrew Davisszel, Seiji Ozawával, Antonio Pappanóval, Riccardo Mutival, Msztyiszlav Rosztropoviccsal, Daniel Barenboimmal és Daniel Hardinggal.
Felvételei elnyerték az összes főbb nemzetközi díjat és tizenöt Grammy-díjra jelölték, ebből három győzelemmel (például 2016-os Shakespeare-dalok című lemeze). 2001-ben az Oxfordi Corpus Christi College tiszteletbeli tagjává választották, 2003-ban a St. Andrews College zenei díszdoktora, 2010-ben pedig az Oxfordi St. John's College tiszteletbeli tagja lett. 2004-ben megkapta a Brit Birodalom Rendjét.
Az éneklés mellett könyveket is ír és kiad. Ilyen például az 1997-ben megjelent Boszorkányság és átalakulásaik, amely doktori disszertációja alapján íródott. Zenei témájú könyve Az énekes jegyzetfüzete (2011), a Schubert Téli utazás: A megszállottság anatómiája (2015) és az Isten saját zenéje (2018). Egy ideig a Standpoint című magazin zenei rovatvezetője volt. Házas, felesége 1992 óta Lucasta Miller író, szerkesztő, egy fiuk és egy lányuk van. Testvére Mark Bostridge író és kritikus.

## Felvételei
Válogatás az AllMusic és a Discogs listája alapján.

| Megjelenés | Tartalom                                                                      | Közreműködők | Kiadó                         |
| ---------- | ----------------------------------------------------------------------------- | --- | ----------------------------- |
| 1994       | Schumann: Myrthen; Lieder und Gesänge; Die Löwenbraut                         | Lynne Dawson, Julius Drake | Chandos                       |
| 1995       | Britten: The Red Cuckatoo, The Holy Sonnets of John Donne                     | Graham Johnson | Hyperion                      |
| 1996       | Schubert: Die schöne Müllerin                                                 | Graham Johnson | Hyperion                      |
| 1998       | Schubert: Die Forelle and Other Lieder                                        | Julius Drake | Angel Records/Warner Classics |
| 1999       | Britten: Serenade for Tenor; Our Hunting Fathers                              | Marie Luise Neunecker, Bamberger Symphoniker, Ingo Mechmaker, Britten Sinfoniker, Daniel Harding                                                                            | EMI Classics                  |
| 1999       | Mozart: Die Entführung aus dem Serail                                         | Christine Schäfer, Patricia Petibon, Iain Paton, Alan Ewing, Jürg Löw, Les Arts Florissants, William Christie                                                               | Erato                         |
| 1999       | Stravinsky: The Rake’s Progress                                               | London Symphony Orchestra, Monteverdi Choir, Bryn Terfel, Deborah York, Anne Sofie von Otter, John Eliot Gardiner                                                           | Deutsche Grammophon           |
| 2000       | Bach: Cantatas & Arias                                                        | Europe Galante, Fabio Biondi | Virgin                        |
| 2000       | Händel: Israel In Egypt                                                       | The Brandenburg Consort, The King's College Choir of Cambridge, Stephen Cleobury,, Ian Bostridge, Michael Chance, Susan Gritton, Stephen Varcoe,                            | Decca                         |
| 2002       | Janáček: The Diary of One Who Disappeared                                     | Ruby Philogene, Thomas Adès | EMI Music Distribution        |
| 2004       | Monteverdi: L’Orfeo                                                           | Natalie Dessay, Alice Coote, Patricia Ciofi, Christopher Maltman, … Le Concert d'Astrée, European Voices, Emmanuelle Haïm, Patrizia Ciofi                                   | Virgin                        |
| 2004       | Schubert: Winterreise                                                         | Leif Ove Andsnes | EMI Classics/Warner Classics  |
| 2005       | Schubert: 25 Lieder                                                           | Julius Drake | EMI Music Distribution        |
| 2005       | Wagner: Tristan und Isolde                                                    | Orchestra and Chorus of the Royal Opera House Covent Garden, Plácido Domingo, Nina Stemme, Mihoko Fujimura, Olaf Bär, René Pape, Jared Holt, Matthew Rose, Rolando Villazón | EMI Classics                  |
| 2006       | Wolf: Lieder                                                                  | Antonio Pappano | ECL/EMI Music Distribution    |
| 2007       | Great Händel                                                                  | Orchestra of the Age of Enlightenment, Harry Bicket | EMI Classics/Warner Classics  |
| 2008       | Britten: Billy Budd                                                           | Nathan Gunn, Gidon Saks, Neal Davies, Jonathan Lemalu, Matthew Rose, London Symphony Orchestra and Chorus, Daniel Harding                                                   | Virgin Classics               |
| 2009       | Schubert: Schwanengesang                                                      | Antonio Pappano | EMI Classics/Warner Classics  |
| 2011       | Three Baroque Tenors                                                          | The English Concert, Bernard Labadie | EMI Classics/Warner Classics  |
| 2013       | Britten: War Requiem                                                          | Thomas Hampson, Anna Nyetrebko, Orchestra, Corop e Voci dell'Accademia Nazionale di Santa Cecilia, Antonio Pappano                                                          | Warner Classics               |
| 2015       | The Songs of Brahms, Vol. 6                                                   | Graham Johnson | Hyperion                      |
| 2016       | Shakespeare Songs                                                             | Antonio Pappano | Warner Classics               |
| 2018       | Requiem: The Pity of War                                                      | Antonio Pappano | Warner Classics               |
| 2019       | Berlioz: Les Nuits d’été; Ravel: Sheherazade; Debussy: Le Livre de Baudelaire | Seattle Symphony Orchestra, Ludovic Morlot | Seattle Symphony              |
| 2020       | Beethoven: Songs and Folksongs                                                | Antonio Pappano, Vilde Frang, Nicolas Altstardt | Warner Classics               |
|            | Bach: Johannes-Passion; Matthäus-Passion                                      | Collegium Vocale Gent, Philippe Herreweghe, Franz-Josef Selig | Harmonia Mundi                |